# 포천메나리
포천메나리는 대한민국 경기도 포천시 가산면 일대에서 논을 맬 때 불렀던 농업노동요이다. 2000년 8월 21일 경기도의 무형문화재 제35호로 지정되었다.

## 개요
포천메나리는 경기도 포천시 가산면 일대에서 논을 맬 때 불렀던 농업노동요이다. 포천 지역에는 여러 종류의 노동요가 전해오고 있지만 그 중에도 논맬 때 부르는 메나리가 매우 독특하여 포천의 노동요를 묶어 포천메나리라고 명명하게 되었다.
메나리는 악곡 명으로서 강원도에서도 널리 논매는 소리로 노래되는 곡이다. 강원도에서는 보통 교환창(交換唱)이나 윤창(輪唱), 독창(獨唱)으로 노래되는데, 포천의 메나리는 다섯 조를 나누어 소리를 부르는 독특한 가창방식이 사용되고 있다. 또한 메나리는 음악학에서는 한반도 동부지역의 음악 양식을 이르는 말로도 사용되고 있다.
포천메나리는 농사일의 과정에 따라 구성되어 있다. 농사꾼들이 갈잎을 꺾으러 산에 올라갈 때 부르는 자진아리와 지게에 짐을 지고 산을 내려오며 부르는 '지게꾼소리'가 있으며, 소를 몰아 논을 갈 때부르는 써레질소리로 '호리소리(외겨리)'가 있다. 모심기에는 '열소리'를 하는데 경기지역에 널리 불리는 하나소리 계열이다. 첫 번째 논매기인 '아이논 매기'는 호미로 하는데, 이때는 '긴방아타령과 곧 방아타령(꽃방아타령)'을 부르고 논매기를 마무리할 때에는 '새쫓는 소리'를 부른다. 두 번째 논매기인 두벌 매기는 손으로 훔치는데, 이 때 '메나리'를 부른다.
'메나리'는 다른 지역의 메나리와는 다른 가창방식을 취하고 있어 주목된다. 노래 부르는 사람들을 매기는 소리, 지르는 소리, 받는 소리, 내는 소리, 맺는 소리의 다섯 조로 편성하고 각자 역할을 나누어 맡아 부르게 하는 것이다. 예를 들어 한 악구를 나누는 방식을 살펴보면 ‘메기는 소리 : 이 논배미 물세 좋아 / 지르는 소리 : 이에이에이에이에 / 받는 소리 : 이 논배미가 / 내는 소리 : 물세 / 맺는 소리: 좋아’의 형태로 나뉘게 된다.

## 보유자
| 구분         | 성명 (생년월일) | 성별   | 기예능 | 주소 | 인정·해제일자   | 비고 |
| ------------ | --------------- | ------ | ------ | ---- | --------------- | ---- |
| 보유자       | 이영재          | 남성 ₩ |        |      | 2012.11.25 인정 |      |
| 전수교육조교 | 류태균          |        |        |      | 2007.5.28 인정  |      |
| 전수교육조교 | 김영오          |        |        |      | 2011.3.3 인정   |      |

## 동영상
- 한민족의 소리_경기_이영재 포천 메나리 - 유튜브

## 참고 문헌
- 포천메나리 - 국가유산청 국가유산포털